# Narcine lingula
Narcine lingula är en rockeart som beskrevs av Richardson 1846. Narcine lingula ingår i släktet Narcine och familjen Narcinidae. IUCN kategoriserar arten globalt som otillräckligt studerad. Inga underarter finns listade i Catalogue of Life.